# 主体铁
主体铁（韓語：주체철）是朝鲜民主主义人民共和国炼制的一种生铁，其特点是炼制时不需要焦炭，而是使用无烟煤。
北朝鲜缺少焦炭。自1971年起，朝鲜便试图研制一种不需要焦炭的生铁炼制技术，从而减轻对进口焦炭的依赖。主体铁的炼制使用北朝鲜自产的铁矿石、石灰石和无烟煤，不需进口他国原料。2009年底，北朝鲜城津制钢联合企业所宣布完成了主体铁技术的研发。当时金正日视察了企业，并给以称赞。千里馬製鋼聯合企業所也在使用这一技术。北朝鲜还将主体铁技术向其最大的钢铁企业金策製鐵聯合企業所推广。
《中国冶金报》称，主体铁技术能耗高、效率低，是国际上已经淘汰的一种技术。2012年12月韩国媒体《朝鲜日报》的一篇新闻指称，2011年11月时金策钢铁联合企业称此前该公司开发主体铁鼓风炉一事属于虚报，此事导致该厂负责人、书记等主要领导在2012年初被肃清。《朝鲜日报》称，2011年底金正日接连收到报告，除了主体铁虚报一事，还有主体纤维停产、熙川水电站工程质量问题。报道称，这些报告让金正日倍感压力，感到距离“强盛大国”目标越来越远，他因而冒着严寒赶往慈江道视察熙川水电站，病逝于途中。